# Полота
Полота или Палата (рус. Полота; блр. Палата) руско—белоруска је река и десна притока реке Западне Двине (део басена Балтичког мора). Протиче преко територија Невељског рејона Псковске области и Полацког рејона Витепске области.

## Физичке карактеристике водотока
Река Полота свој ток почиње у језерцу Колпино на крајњем југу Псковске области на северним ободима Гарадочког побрђа. Тече преко територије Полацке низије и протиче кроз језера Њеклоч и Измок.
Укупна дужина водотока је 93 km, од чега је 86 km преко територије Белорусије. Укупна површина басена је 651 km², од чега је на површини Белорусије 470 km². Просечан проток воде у зони ушћа је 4,8 m³/s. Просечан пад корита је 0,5 метара по километру тока.
Највиши водостај је почетком априла, и у просеку има 4 метра, док је максималан водостај измерен 1931. и износио је 5 метара. Под ледом је од прве недеље децембра до почетка априла.
Речна долина има трапезоидан облик, ширине од 100 до 400 метара, док је ширина обалне равнице 150 до 300 метара. Ток карактерише интензивно меандрирање, а корито је местимично канализовано у горњем и средњем делу тока. Ширина корита је између 5 и 10 метара у горњем и 30 метара у доњем делу тока.
Најважније притоке су Љутаја и Страдањ са десне и Тросница и Чертовка са леве стране.